# Marketing automation
Con il termine marketing automation ci si riferisce in generale ad attività realizzate da specialisti del conversion marketing  che, utilizzando metodologie di inbound marketing e alcuni software specifici, possono automatizzare le attività di comunicazione verso visitatori, prospect, clienti, partner…  
L’obiettivo dell’automation applicata al marketing è poter automatizzare le interazioni tra brand e persone con un livello di personalizzazione sia del contenuto che del canale utilizzato. 
Le attività di marketing automation, sono comprese nel più ampio processo di demand generation e possono essere realizzate solo grazie a specifici software. In particolare, i migliori software di marketing automation permettono di:
- seguire le tracce di chi visita il sito web, registrando le pagine visitate e il tempo di sosta;
- creare email, landing page e moduli di registrazione;
- registrare le risposte contenute nei moduli;
- gestire le campagne di lead nurturing: esecuzione automatizzata delle campagne; spedizione di una sequenza di messaggi separatamente per diversi segmenti (invece di spedire lo stesso messaggio a tutti i segmenti con una spedizione di massa); cambiare la sequenza dei messaggi in risposta al comportamento dei contatti;
- calcolare un punteggio per ogni persona contenuta nel database, a seconda delle attività eseguita e a seconda delle regole stabilite in fase di set up del software (lead scoring);
- effettuare una completa attività di reporting;
- collegarsi al CRM[2].

In definitiva, un software di marketing automation registra le attività online tenute da una persona dal momento in cui entra in contatto con l'azienda, non solo tramite il cassico modulo di contatto, ma anche grazie a integrazioni con le più note piatatforme di social media e con i più comuni servizi di messaggistica: WhatsApp, Telegram, Direct di Instagram, Messenger di Facebook e ovviamente anche SMS e E-mail. In questo modo il software è capace di:
- registrare tutte le attività che questa persona compie sul sito o le Landing Page dell'azienda;
- spedire una sequenza programmata di messaggi a questa persona a seconda delle attività compiute;
- dare un punteggio a questa persona a seconda delle attività compiute (aperture delle email, scaricamento di documenti, visita al sito web ecc.) in modo da comprendere quanto è “attiva”;
- fornire costantemente una visione di tutte le attività compiute da questa persona;
- al raggiungimento di un certo punteggio, passare questo contatto al CRM o inviare in maniera automatica un'email a una persona dell'azienda precedentemente individuata, di solito un agente di vendita che ha l'incarico di contattarlo.